# 人民幣跨境支付系統
人民币跨境支付系统（英語：Cross-Border Inter-Bank Payments System，直译：跨境银行间交易系统，缩写：CIPS），是由中国人民银行开发的，為其成員银行或市场主体进行跨境人民幣支付与貿易提供清算和结算的支付系統。
2024年，人民币跨境支付系统处理业务821.69万笔，金额175.49万亿元，同比分别增长24.25%和42.60%。日均处理业务3.05万笔，金额6523.90亿元。
截至2025年6月末，CIPS系统共有直接参与者176家，间接参与者1514家。间接参与者中，亚洲1102家（境内563家），欧洲261家，非洲61家，北美洲34家，南美洲34家，大洋洲22家。
CIPS系统参与者分布在全球121个国家和地区，业务可通过4900多家法人银行机构覆盖全球189个国家和地区。

## 历史
系統將分兩個階段進行。中国人民银行于2012年启动CIPS系统（一期）建设。2015年10月8日，系統第一期正式上線。首批使用者包括19間中國和在中國設立的外國銀行，以及176家間接參與者，覆蓋6大洲與47个國家和地區。
2016年3月25日，系統與環球銀行金融電信協會（SWIFT）簽署諒解備忘錄，承認SWIFT是一個安全、有效和可靠的溝通渠道以便系統與SWIFT成員對接，並將提供容許全球金融機構以安全、標準化與可靠的方式收發金融交易的網路。
2018年3月26日，CIPS系统（二期）成功投产试运行，直接参与者包括中国工商银行、中国农业银行、中国银行、中国建设银行、交通银行、兴业银行、汇丰银行（中国）、花旗银行（中国）、渣打银行（中国）、德意志银行（中国）等10家中外银行。
2018年5月2日，CIPS系统（二期）全面投产，运行时间由5×12小时延长至5×24小时+4小时，实现对全球各时区金融市场的全覆盖。
由於俄烏戰爭，俄羅斯銀行被美國和歐盟禁止使用SWIFT系統，因此據報俄羅斯正考慮使用CIPS進行跨境貿易結算。另外因為美國近年多次「武器化」SWIFT系統去對某些國家進行施壓，因此有不少國家，特別是與中國有深厚貿易關係的國家正在慢慢採用CIPS作為代替系統，減低地緣政治的風險。

## 业务
人民币跨境支付系统不會直接进行資金轉換，而會送出支付指令，並必須由各機構所持有的往來帳戶處理。各金融機構若要進行銀行交易，必須要本身是銀行或附屬於銀行，以享受特定商業特徵。
人民币跨境支付系统预计将在金融信息交换中采用SWIFT行业标准，以保证相关信息能被主流金融处理系统读取和处理。同时，人民币跨境支付系统将使用ISO 9362、ISO 10383、ISO 13616、ISO 15022、ISO 20022-1等项国际标准，以保障系统运行。